# Narodowe Grupy Partyzanckie
Narodowe Grupy Partyzanckie (EOA) – greckie oddziały partyzanckie działające w północno-wschodniej Grecji podczas II wojny światowej.
Północno-wschodnie obszary Grecji podczas wojny były okupowane przez wojska bułgarskie. Działała tam narodowa milicja dowodzona przez Andonisa Fosteridisa, który przyjął nazwisko wojenne Andon Tsaus. Utworzono ją pod koniec lutego 1943 r. początkowo głównie z tureckojęzycznych imigrantów, Traktatem Lozańskim zaliczonych do Greków pontyjskich. Jesienią 1944 liczyła ok. 3 tys. bojowników. Najsilniejsze wpływy mieli w północnej części okręgu Drama. Przy jednym z oddziałów działał brytyjski oficer łącznikowy mjr Guy Miklethwaith. Przeciwstawiali się wpływom lewicowo-republikańskim i walczyli z bułgarskimi okupantami. Przez źródła lewicowe oskarżani o kolaborację, dla likwidacji oddziałów ELAS. W grudniu 1943 r. partyzanci Greckiego Ludowego Wojska Wyzwoleńczego (ELAS) w Górach Pagaion zaatakowali z zaskoczenia milicję A. Fosteridisa, rozbijając część jego oddziałów. W styczniu 1944 r. wzmocnieni brytyjskimi zrzutami, kontratakowali narodowcy, odnosząc kilka sukcesów i rozstrzeliwując pojmanych partyzantów ELAS. Od kwietnia do pocz. września tego roku ich wysiłek wojenny skupił się na walkach z Bułgarami. Po przejściu Bułgarii na stronę aliantów 6 września, Brytyjscy protektorzy polecili Fosteridisowi zawarcie z Bułgarami  układu o nieagresji. Do jego oddziałów dołączyło ok. 250 Bułgarów. Ponadto został utworzony 300-osobowy oddział złożony z muzułmańskich ochotników bułgarskich (zwących się komitadżi), który działał w rejonie Kastorii i Floriny w zachodniej Macedonii. Oddziały EOA wiele walk stoczyły z 6 Dywizją ELAS. W grudniu zaangażowano je w walki z ELAS w Atenach. 
Przed wybuchem i w trakcie greckiej wojny domowej A. Fosteridis działał w greckiej Tracji, a po 1947 we Wschodniej Macedonii. Początkowo dowodził prywatnym oddziałem partyzanckim, zwalczającym wpływy lewicy, metodami całkowicie nielegalnymi i przeprowadzającym akcje poza wiedzą lokalnych garnizonów wojskowych. Następnie, w sierpniu 1948 r. uzyskał stopień podpułkownika i stanął na czele batalionu wojsk królewskich, nazwanego swoim imieniem, w którym walczyło wielu b. partyzantów EOA.